# Lorenzo Branchetti

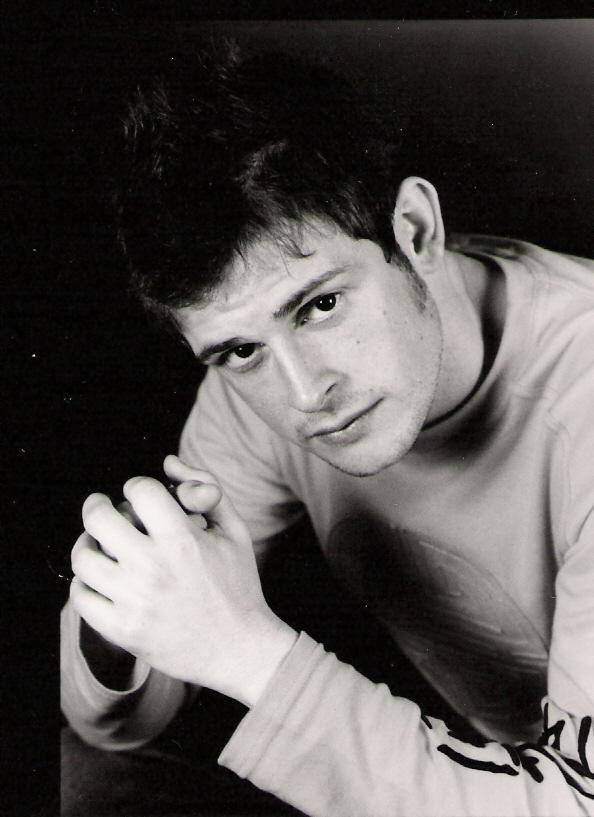
Lorenzo Branchetti

Lorenzo Branchetti (* 14. Januar 1981 in Prato) ist ein italienischer Schauspieler und Entertainer, der mit der Rolle des Elfen „Milo Cotogno“ in der Fernsehsendung Melevisione auch über Italien hinaus Bekanntheit erlangte.
Branchetti lernte am Theater Politeama in Prato Gesang und Tanz, darunter das Fach Musical unter der Leitung von Simona Marchini. Er besuchte dann Kurse unter Franco Mescolini. Er spielte in Kinofilmen wie Senso 45 von Tinto Brass mit Anna Galiena und Gabriel Garko und Il vestito da sposa von Fiorella Infascelli mit Maya Sansa. Darüber hinaus wirkte Branchetti auch am Kurzfilm „La terza età“ unter der Regie von Alfredo Angeli mit Leo Gullotta mit.
Für das Fernsehen spielte er in der Serie „Valeria Medico legale 2“ mit Claudia Koll und Giulio Base (Regie von Elvio Porta) und bekleidete die Rolle des Moderators in „Giga Tv“ für RaiSat Ragazzi. Daneben war er Hauptfigur in verschiedenen nationalen und internationalen Werbespots.